# Vreccale

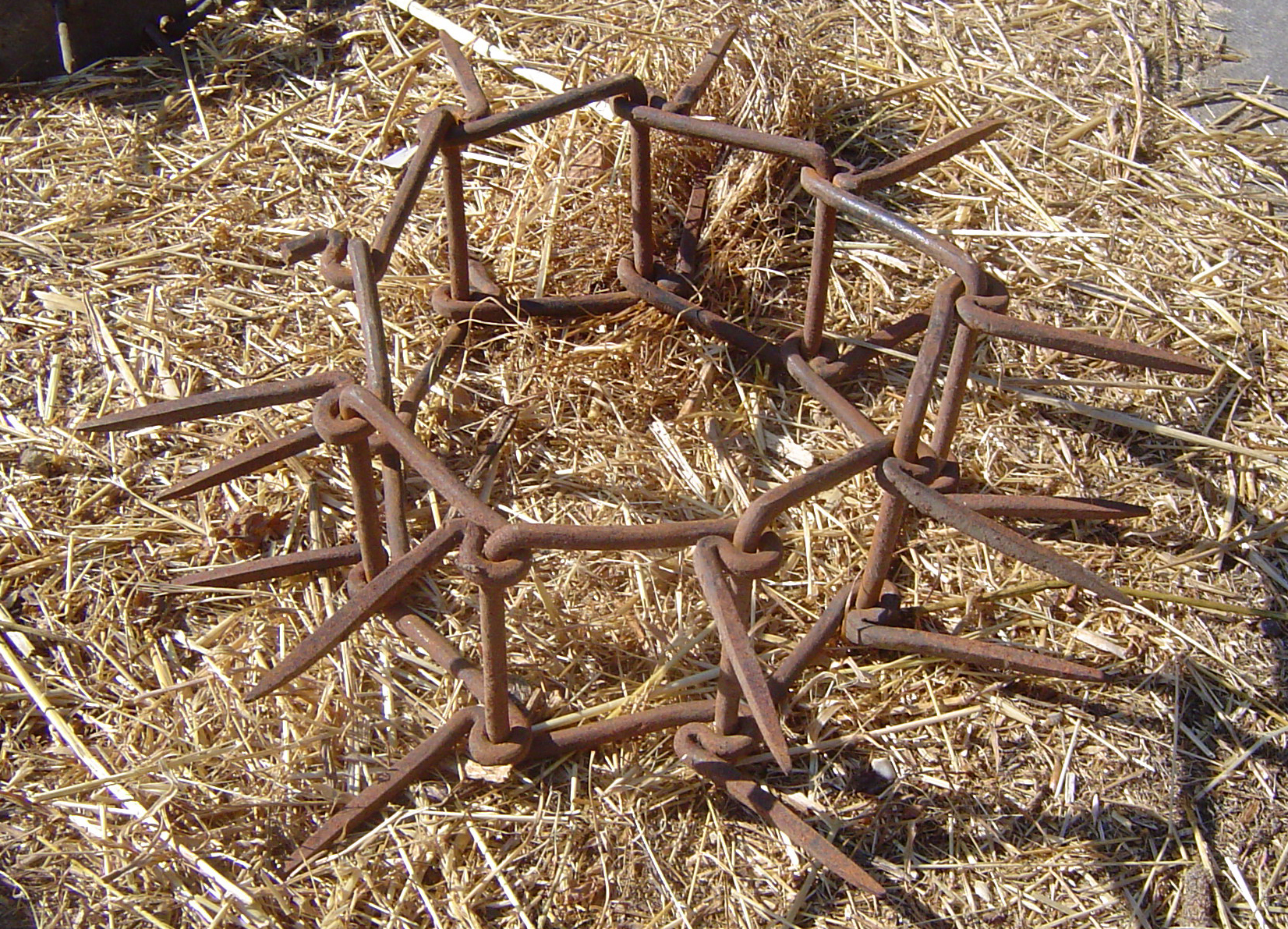
Un tipico vreccale

Il vreccale, noto anche come collare antiaggressione, in passato veniva usato per proteggere i cani adibiti alla custodia degli armenti; seppur raro al giorno d'oggi, è possibile vedere ancora esemplari con questo collare, soprattutto in Albania, Italia (Campania, Abruzzo e Molise), Romania, Spagna, Portogallo. Spesso è utilizzato anche nei paesi asiatici e in quelli nordafricani.

## Storia
Fin dall'antichità, l'uomo aveva bisogno di salvaguardare la vita dei cani da guardiania con un collare che li proteggesse dagli attacchi dei predatori, in particolare del lupo, il quale, con mosse rapide, quasi sempre si avventa alla gola della preda per soffocarla.